# Bolbeno
Bolbeno é uma comuna italiana da região do Trentino-Alto Ádige, província de Trento, com cerca de 330 habitantes. Estende-se por uma área de 12 km², tendo uma densidade populacional de 28 hab/km². Faz fronteira com Preore, Tione di Trento, Tione di Trento, Bleggio Superiore, Bondo, Breguzzo, Zuclo.